# Lý Kim Khánh
Lý Kim Khánh (sinh 1976), người Khmer, là đại biểu Quốc hội Việt Nam khóa XI và XII, thuộc đoàn đại biểu Cà Mau.